# Marit Bjørgen
Marit Bjørgen, född 21 mars 1980 i Trondheim i Norge, är en norsk tidigare aktiv längdskidåkare som haft framgångar på både längre och kortare distanser.
Hon blev längdskidåkaren med flest världscupsegrar genom tiderna under säsongen 2011/2012, då hon passerade Bjørn Dæhlie (46). Bjørgen har numera 113 inklusive vinsten i Tour de Ski 2015. Hon är den som vunnit flest VM-guld genom tiderna med 18 guldmedaljer, ett från 2003, tre från 2005, fyra från 2011, fyra från 2013, två från 2015 och fyra från 2017. Hon blev "VM-drottning" av Oberstdorf 2005 med tre guld, ett silver och ett brons. Efter svaga resultat i mästerskapen under 2006, 2007, 2008 och 2009 blev hon "OS-drottning" i OS 2010 i Vancouver med tre guld, ett silver och ett brons. Hon blev då den tredje norska idrottaren genom tiderna och den första sedan 1924 som tagit fem medaljer i ett och samma OS. Både i VM 2011 och 2013 vann hon fyra guld och ett silver. Med sina fem VM-medaljer från VM 2013 passerade hon även den ryska längdskidåkaren Jelena Välbe, som fram till dess varit den mest framgångsrika kvinnliga längdskidåkaren i historien med 24 medaljer. Under OS 2014 I Sotji vann Bjørgen tre guld och med dittills sex OS-guld blev hon nummer tre på listan över de mest vinnande vinterolympierna. Hon tangerade även Bjørn Dæhlies rekord på 29 mästerskapsmedaljer. Ytterligare tre medaljer i VM i Falun 2015 gör Marit Bjørgen till den längdskidåkare som vunnit flest mästerskapsmedaljer i världen och efter VM i Lahti 2017 då hon vann fyra guld har hon nu 41 stycken mästerskapsmedaljer. Under OS 2018 i Pyeongchang tog hon 5 medaljer varav två OS-guld och blev därmed tidernas bästa vinterolympier med åtta OS-guld totalt. Även skidskytten Ole Einar Björndalen och längdskidåkaren Björn Dæhlie har åtta guld, men de har färre medaljer totalt.
Björgen har vunnit den totala världscupen fyra gånger, sprintvärldscupen fem gånger och distanscupen tre gånger. Med sina 113 världscupsegrar är hon den längdskidlöparen i världen som har vunnit flest världscupslopp individuellt. Hon har även vunnit 28 världscupsegrar i stafett och totalt 24 NM-guld. Hon vann också Tour de Ski 2014/2015. 
I andra sporter som t.ex. skidskytte och alpint räknas inte antal världscupsegrar på samma sätt. Exempelvis räknas inte OS- eller VM-guld som segrar i världscupen i längdåkning, Av detta skäl kan det vara på plats med sammanställning av Bjørgens segrar:
- OS-guld 8
- VM-guld 18
- WC-segrar 114
- Summa 140

Bjørgen är sambo med den tidigare utövaren av nordisk kombination samt olympiska mästaren Fred Børre Lundberg. De har tillsammans två barn.
Den 28 april 2022 meddelade hon att hon definitivt avslutar karriären, i och med att hon lägger ner satsningen på långlopp.

## Karriär
Som barn bedrev Marit Bjørgen allsidig idrott: längdåkning, fotboll och handboll. I längdåkning var Idar Terje Belsvik hennes tränare och vallare från hon var nio år till hon började i juniorlandslaget. Första gången hon inte vann ett lopp var en gång i Funäsdalen då hon var i 14–15-årsåldern. Hon kom med i norska juniorlandslaget 1998, och som 18-åring vann hon damklassen i det 56 kilometer långa Rensfjellrennet 1999. Hon debuterade i världscupen som 19-åring den 27 december 1999 i Engelberg med en 39:e plats i sprintloppet.

### I översta världstoppen

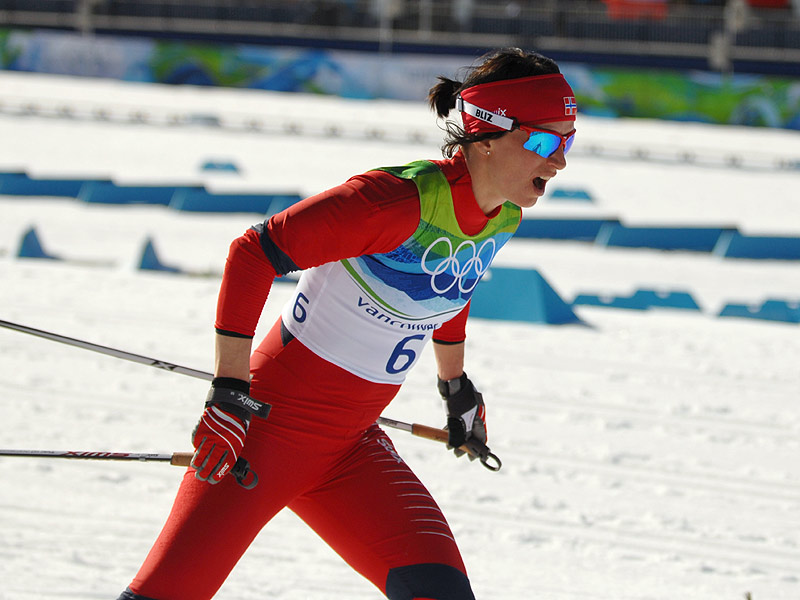
Marit Bjørgen under OS i Vancouver 2010.

Bjørgen debuterade i världscupen 1999 med en 39:e plats i en sprinttävling. Det tog några år innan hon vann sitt första världscuplopp, men då det skedde tog det inte lång tid innan hon blev världens bästa sprintåkare. Bjørgen tog sina tre första världscupsegrar i sprint säsongen 2002/2003. Samma säsong vann hon den totala sprintvärldscupen samt VM-guld i sprint. Efterhand blev hon bättre även på längre distanser och hon kom på andra plats i den totala världscupen 2003/2004.
Nästa säsong vann hon den totala världscupen klart före Kateřina Neumannová och Virpi Kuitunen. Under VM i Oberstdorf levde hon upp till favoritskapet och vann fem medaljer, däribland guldmedalj på 30 km klassiskt, som tidigare inte var räknad som en av hennes bättre distanser. Hon vann även den totala världscupen, sprintvärldscupen och distansvärldscupen den säsongen och fick Aftenpostens guldmedalj och Norska sportjournalisternas statyett som Norges bästa idrottare.

### Sjukdom och besvikelser 2006–2008
Före och under öppningsdagarna av OS i Turin 2006 var Bjørgen plågad av sjukdom. Trots detta klarade hon en silvermedalj på 10 km klassiskt, men för övrigt blev mästerskapet medaljlöst för henne. Hon vann den totala världscupen även denna säsong, trots att resultaten från OS inte blev de förväntade. Trots att hon blev tvåa i den totala världscupen 2006/2007 blev 2007 ett år av besvikelse för Bjørgen. Hon vann två världscuptävlingar, men var inte i form under VM i Sapporo och kom hem utan individuella medaljer.
Inför säsongen 2007/2008 verkade hon vara tillbaka i gammal god form. Under världscuploppet i Beitostölen vann hon sitt första distanslopp i fristil och den 2 december vann hon 10 km klassiskt i Kuusamo. Det blev hennes 30:e världscupseger totalt. Under Tour de Ski gjorde hon en bra första del och ledde tävlingen efter de första loppen; sedan blev hon sjuk och var tvungen att avbryta touren. Därmed förlorade hon alla världscuppoäng hon tjänat in i de första loppen, vilket gjorde att hon inte hade någon chans att vinna den totala världscupen. Hon avslutade dock säsongen starkt med en andraplats på dubbel jaktstart i Falun och en tredjeplats på 10 km klassiskt i världscupfinalen i Bormio.

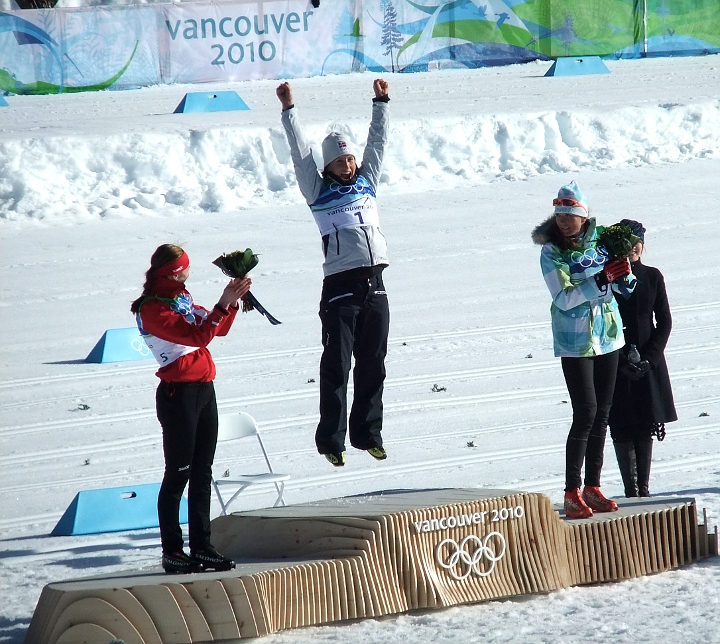
Marit Bjørgen efter sitt första OS-guld som hon vann i sprint under OS i Vancouver 2010.

### Säsongen 2009/2010
Inför säsongen 2008/2009 ändrade Bjørgen sitt träningsupplägg. Målet var att vara i form under VM i Liberec, istället som säsongen innan då hon var i toppform när säsongen startade och tappade efter jul.
Vid de olympiska vinterspelen 2010 i Vancouver vann Bjørgen tre guldmedaljer (sprint, dubbeljakt och stafett) samt en bronsmedalj (10 km fristil) och silver på avslutande 30 km klassiskt.
Efter sina goda insatser, framför allt i OS i Vancouver 2010, tilldelas hon Holmenkollenmedaljen inför ett stort publikhav under Holmenkollspelen. Hon tilldelades även Fearnleys olympiske ærespris 2010 för sina olympiska insatser i Vancouver.

### Säsongen 2010/2011
Bjørgen vann det individuella loppet i 10 km fristil i världscuppremiären i Gällivare den 20 november 2010. Hon vann med hela 41 sekunder före tvåan Charlotte Kalla. Arianna Follis från Italien kom trea, 51 sekunder efter Bjørgen.
 Även den andra tävlingen i Kuusamo vann Bjørgen före Petra Majdic från Slovenien. Då var det sprint i klassisk stil.
Hon vann även det individuella loppet på 5 km sprint i klassisk stil i Kuusamo den 27 november 2010.

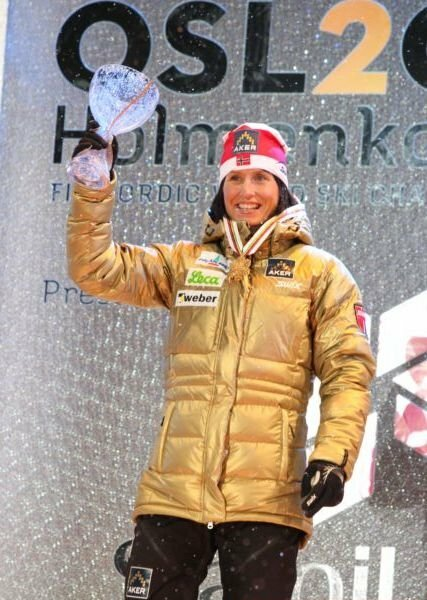
Marit Bjørgen blev VM-drottning i Oslo 2011 med fyra guld och ett silver.

Den 28 november 2010 tog hon sin nionde raka världscupseger när hon vann jaktstarten över 10 km. Rekordet är 10 raka segrar som en landsmaninna gjorde säsongen 2002/2003. Hon är nu den överlägset bästa längdskidåkare på damsidan.
Inför VM i Holmenkollen 2011 spekulerades det i Bjørgens möjligheter att ta guld i sex olika distanser, något ingen tidigare lyckats med. I inledningen av mästerskapet imponerade Bjørgen stort då hon inledde med att vinna sprinten efter att ha kontrollerat varje lopp från start till mål och även haft bästa tid i kvalet. I nästa lopp som var dubbeljakten ryckte Bjørgen tidigt ifrån klungan tillsammans med Therese Johaug och polskan Justyna Kowalczyk och de tre åkte tillsammans under större delen av loppet innan Bjørgen ryckte ifrån och vann före Kowalczyk.
10 km klassisk stil såg på förhand ut att bli den svåraste utmaningen för Bjørgen då det är en av favoritdistanserna för konkurrenten Kowalczyk som hade ledningen vid båda mellantiderna men hon tröttnade på slutet och fick återigen se sig besegrad av Bjørgen som tog sitt tredje guld av tre möjliga så långt. Dagen efter, den 1 mars meddelade Bjørgen att hon inte tänkte medverka i sprintstafetten dagen därpå och gav alltså upp hoppet om sex guld. Därmed stannade skörden på 4 guld och 1 silver.

### Säsongen 2011/2012
Bjørgen fortsatte att dominera när hon vann loppet i 10 km fristil i världscuppremiären i Sjusjøen, Norge, den 19 november 2011. Därmed blev hon historisk med hela 47 världscupsegrar. Hon vann även nästa lopp, den 25 november 2011 i Kuusamo. Denna gång i klassisk sprint. Hon vann den totala världscupen 2011/2012 före tvåan Justyna Kowalczyk.

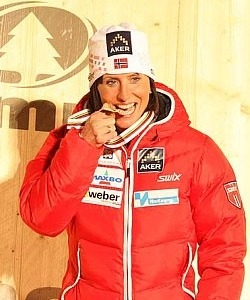
Marit Bjørgen blev återigen VM-drottning med fyra guld och ett silver under VM i Val di fiemme 2013.

### Säsongen 2012/2013
Bjørgen fortsatte att dominera och vann men drabbades av hjärtflimmer strax innan Tour de Ski i december 2012 och fick med detta stå över sitt stora mål denna säsong; att vinna hela tävlingen. Men det innebar också att hon fick chansen att ladda i lugn och ro inför nästa stora mål, Val di Fiemme 2013. Det resulterade - precis som föregående VM - i 4 guld och 1 silver på fem starter. Hon var chanslös i den totala världscupen eftersom hon tvingades avstå Tour de Ski men en fingervisning om hur överlägsen hon ändå varit 2012-2013 är att om man räknar in alla internationella lopp hon ställt upp i har hon aldrig varit sämre än 2:a i något enda lopp, (om man inte räknar in norska mästerskapen i sprint där hon 'bara' blev 3:a). Hon har - med VC-avslutningen i Falun 24 mars 2013 inräknat - varit på pallen i 24 raka lopp. Hon vann dessutom den avslutande 'mini-touren' i Stockholm/Falun för fjärde året i rad.

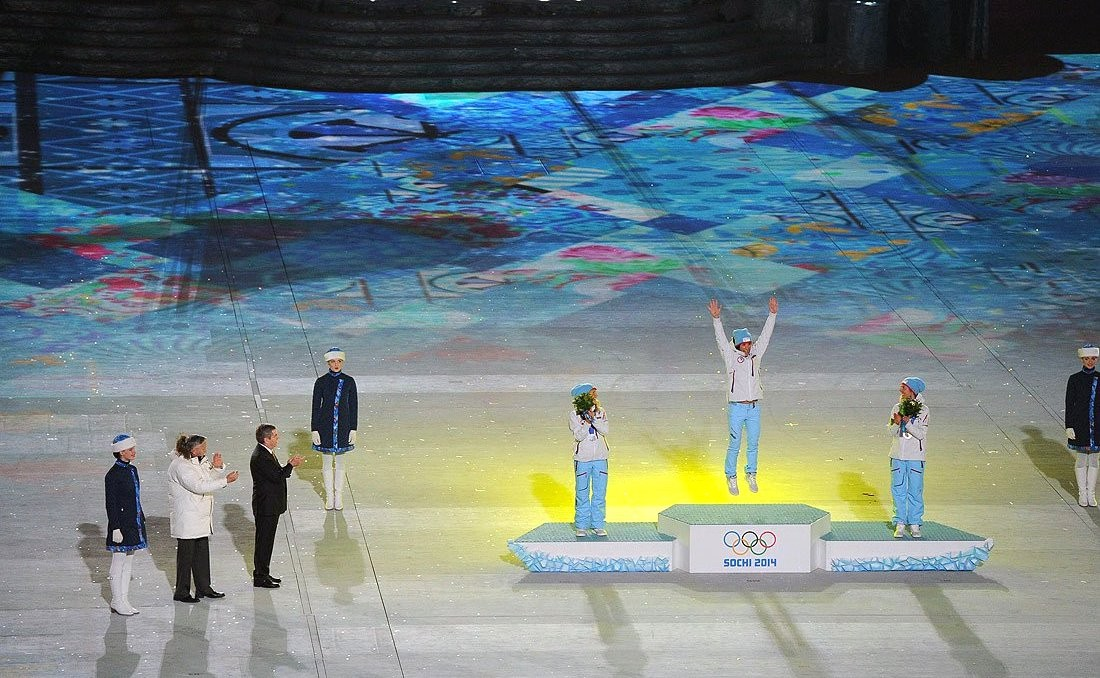
Marit Bjørgen på avslutningsceremonin under OS I Sotji 2014 där hon tar emot sitt tredje guld i mästerskapet.

### Säsongen 2013/2014
Hon inledde säsongen på liknande sätt som hon avslutade den förra. Hon började med att vinna tredagarstouren "Nordiska öppningen" i Kuusamo, som räknas som en världscupseger. Hon vann den före Charlotte Kalla. Fram till Tour de Ski, som inleddes den 28 december, hade hon vunnit tre gånger och kommit på pallen sex gånger. Hon gick in i touren som favorit och vann den första tävlingen, 3 km prolog. Några dagar in i touren fick hon dock magproblem och hon tvingades att hoppa av. Hon fortsatte att rada upp topplaceringar några veckor efter touren, när hon vann två lopp i Toblach den 1-2 februari.
Vid olympiska vinterspelen 2014 i Sotji vann Bjørgen tre guld, i sprintstafett, skiathlon och 30 km fristil.

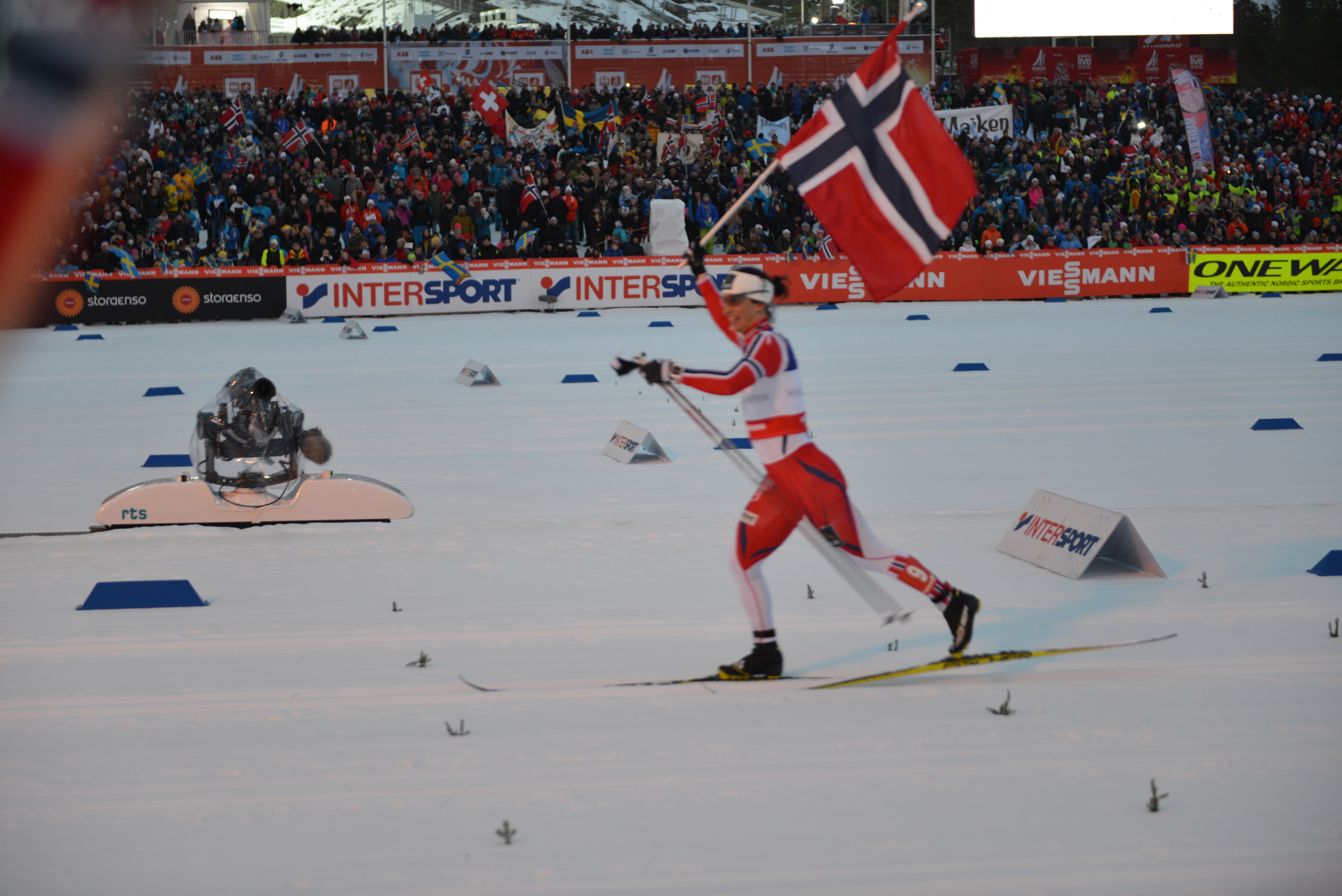
Marit Bjørgen under stafetten på VM i Falun 2015 på väg mot guldet.

I samband med segern i 30-kilometersloppet i Holmenkollen den 9 mars 2014 tog hon sin 100:e pallplats i världscupsammanhang, varav den 66:e segern.

### Säsongen 2014/2015
Bjørgen vann den klassiska sprinten i Ruka den 29 november vilket var världscupsäsongens första tävling. Hon vann även minitouren "Nordiska öppningen" i Lillehammer i början av december, före Therese Johaug. Hon fortsatte med att rada upp flera topplaceringar efter touren. Hon vann exempelvis två lopp, 10 km fristil och fristilssprint, i schweiziska Davos den 20-21 december. Efter Tour de Ski 2015 ledde hon världscupen och höll den hela vägen och vann totala världscupen samt sprintcupen och distanscupen.  
Vid VM i Falun tog hon guld på sprinten och stafetten samt silver på 30 km masstart.

### 2015/2016 - blev mamma och stod därför över denna säsong
Marit fick en son tillsammans med Fred Börre Lundberg i december 2015. Hon hade planer på att göra comeback redan under norska mästerskapen del 2 på Beitostölen i mars, men efter en belastningsskada i höften fick hon avstå. Denna skada gjorde även att hon inte kunde träna fullt under sommaren 2016.

### Comebacksäsongen 2016/2017

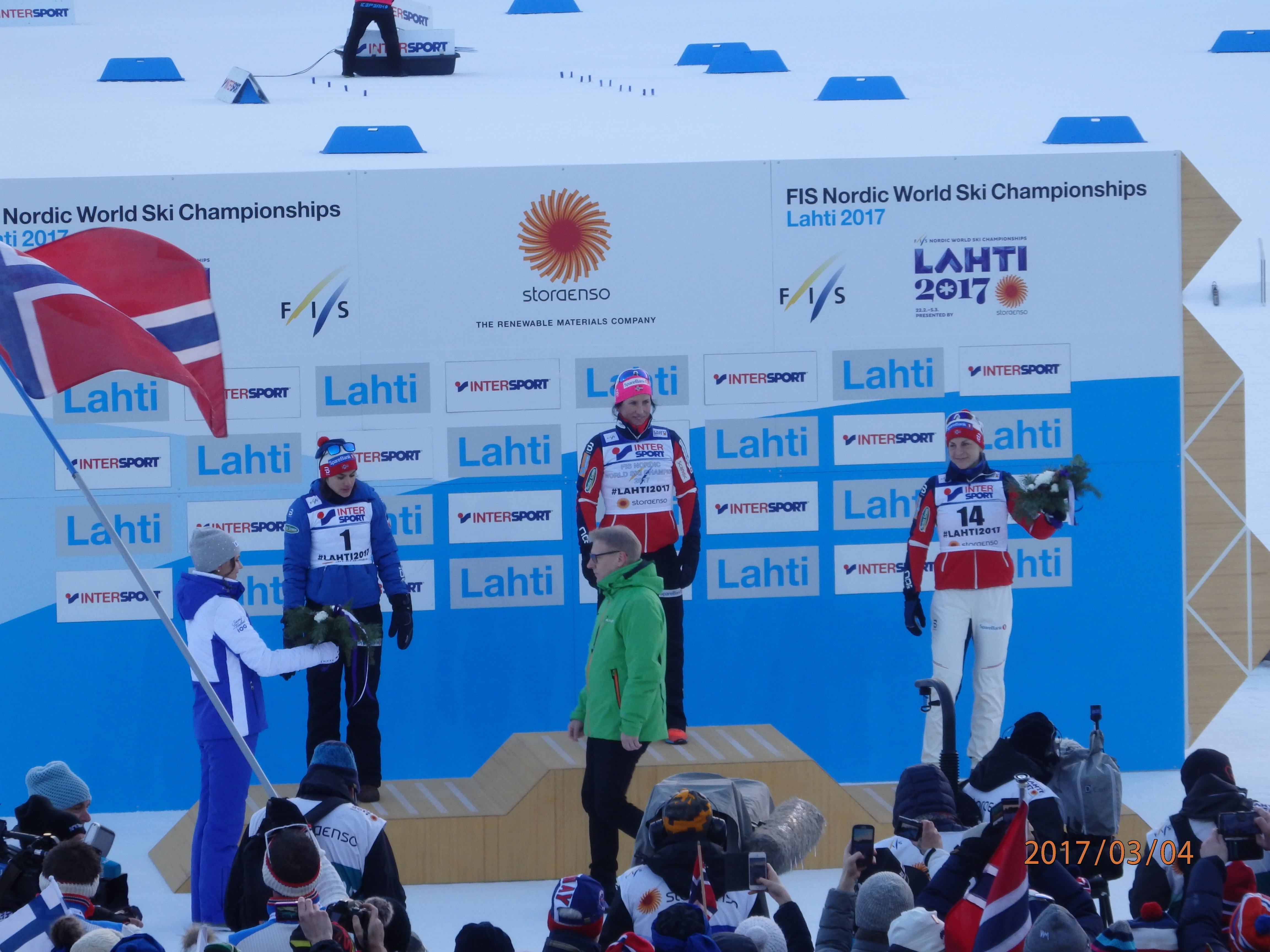
Vid VM i Lahti 2017 blev Marit VM-drottning med sina fyra guld. Här under prisceremonin efter 30 km fristil.

Vid säsongsöppningen på Beitostölen vann hon 10 km fristil, 11 sekunder före Heidi Weng. Hon vann också 10 km klassisk under världscupspremiären i Kuusamo 27 november. Hon avstod Tour de ski för att förbereda sig så bra som möjligt inför hennes stora mål denna säsong: VM i Lahti. Den 21 januari var hon tillbaka igen i världscupen där hon också vann 10 km fristil i Ulricehamn. Helgen därpå vann hon även 10 km klassisk i Falun, efter Ingvild Flugstad Östberg och Heidi Weng. I VM-genrepet i Otepää vann hon sin fjärde världscupseger för säsongen genom att utklassa allt motstånd med en marginal på 26,5 sekunder ner till tvåan Charlotte Kalla. Det var hennes 106:e världscupseger i karriären.
Under VM i Lahtis blev hon utslagen i kvartsfinalen på sprinten. Hon tog sedan guld på 15 km skiathlon. Det var hennes femtonde VM-guld och hon är nu störst i VM historien med flest antal guldmedaljer. Hon vann också 10 km klassiskt med en segermarginal på hela 41 sekunder ner till silvermedaljören Charlotte Kalla. Under stafetten gick Bjørgen sista etappen när Norge tog guld framför Sverige och Frankrike. Hon tog också guld på avslutningsdistansen 30 km fristil, det var hennes 18-VM guld.
Den 12 mars 2017 tog hon en suverän seger på 30 km klassiskt i Holmenkollen. Hon tog därmed sin sjätte seger på tremilen i Holmenkollen.
Hon avslutade världscupsäsongen med två etappsegrar och seger totalt i den avslutande minitouren i Québec.

### Säsongen 2017/2018
Björgen vann både 10 km klassiskt och 10 km fristil under säsongsöppningen på Beitostölen. Under världscupsöppningen i Kuusamo vann hon 10 km klassisk och tog därmed sin 111 världscupseger. Efter det var hon utanför pallen några lopp innan hon vann 10 km jaktstart i Toblach före jul och tog sin 112 världscupseger. Som förra säsongen valde hon att stå över Tour de ski. Under norska mästerskapen del 1 på Gåsbu vann hon alla tre individuella loppen: klassisk sprint, 10 km fristil och 15 km skiathlon. 
Under Vinter-OS 2018 tog Bjørgen silver på öppningsdistansen, 15 km skiathlon, bakom Charlotte Kalla. På 10 km fristil individuellt tog hon brons, bakom Ragnhild Haga och Charlotte Kalla. Under stafetten åkte hon sista etappen och tog guld tillsammans med Ingvild Flugstad Østberg, Astrid Uhrenholdt Jacobsen och Ragnhild Haga. Bjørgen gick ut 3,4 sekunder bakom Ryssland och Sverige. Hon tog snabbt ikapp och drog. På toppen av sista backen innan stadion fick hon en lucka på Stina Nilsson som hon klarade att hålla hela vägen in till mål. På lagsprinten som var i fristil tog hon brons tillsammans med Maiken Caspersen Falla. Hennes mål för OS var att vinna ett individuellt guld, något hon också lyckades med på den avslutande distansen 30 km klassiskt. Hon ryckte tidigt ifrån och hade tid att åka med den norska flaggan på upploppet, segermarginalen blev nästan två minuter till Krista Pärmäkoski och Stina Nilsson. Hon tog därmed sitt åttonde OS-guld och sin 15 OS-medalj. Detta gör henne till den mestvinnande vinterolympien. Det var andra gången Bjørgen tog fem medaljer i ett OS, något hon också gjorde under Vinter-OS 2010 i Vancouver. Hennes OS-guld på avslutningsdistansen bidrog också till att Norge blev bästa nation under Vinter-OS 2018. Bjørgen fick ta emot sin guldmedalj på avslutningsceremonin inför 40 000 åskådare efter att hon var norsk flaggbärare under inmarschen.
Björgen vann tremilen i Holmenkollen för sjunde gången, fler än någon annan skidåkare. Hon är också den äldsta i historien som vunnit den traditionella tremilen. Hon vann också den avslutande "minitouren" i Falun och tog därmed sin 114 världscupseger.
Under andra delen norska mästerskapen i Alta, meddelade Marit Bjørgen den 6 april 2018 att hon avslutar sin elitkarriär efter säsongen 2017–2018.

## Astmamedicin och dopinganklagelser
Marit Bjørgen lider av astma vilket är ett vanligt skidåkarproblem.
Inför säsongen 2009/2010 gav World Anti-Doping Agency (WADA) henne dispens att använda astmamedicin som i vanliga fall är förbjuden inom tävlingsidrott eftersom det klassas som ett dopingpreparat. 
Enligt Bjørgen är medicinen Symbicort. Symbicort innehåller Beta-2-stimulerare som kräver dispens. Bjørgen fortsatte att använda medicinen under de olympiska spelen 2010 och kritiserades starkt av Justyna Kowalczyk som anklagade henne för dopning. Sedan september 2011 är dock Symbicort bortplockat från listan över förbjudna medel.

## Privatliv
Bjørgen är född i Trondheim och uppvuxen i Rognes, en ort med 200 invånare i södra Sør-Trøndelag fylke. Hon är sambo med Fred Børre Lundberg, dubbel olympisk guldmedaljör i nordisk kombination. De två är sedan nyåret 2010/2011 bosatta i Oslo.
26 december 2015 fick paret en son, Marius Bjørgen Lundberg.
Marit Bjørgens syskonbarn Anne Kjersti Kalvå vann 2012 10 km skiathlon vid norska juniormästerskapen.

## Meriter

### Olympiska spelen
| Tävling             | Sprint      | Lagsprint   | 10 km       | Skiathlon   | 30 km       | 4 x 5 km stafett | 15 km       |
| ------------------- | ----------- | ----------- | ----------- | ----------- | ----------- | ---------------- | ----------- |
| 2018 Pyeongchang    | Deltog inte | Brons F     | Brons F     | Silver      | Guld K      | Guld             |             |
| 2014 Sotji          | 11.-plats F | Guld K      | 5.-plats K  | Guld        | Guld F      | 5.-plats 4       |             |
| 2010 Vancouver      | Guld K      | Deltog inte | Brons F     | Guld        | Silver K    | Guld 4           |             |
| 2006 Turin          | 18.-plats F | 4.-plats K  | Silver K    | Deltog inte | Deltog inte | 5.-plats 4       |             |
| 2002 Salt Lake City | Deltog inte |             | Deltog inte | Deltog inte | 14.-plats K | Silver 1         | 50.-plats F |

### Världsmästerskap
| Tävling            | Sprint      | Lagsprint   | 10 km       | Skiathlon   | 30 km       | 4 x 5 km stafett | 15 km       |
| ------------------ | ----------- | ----------- | ----------- | ----------- | ----------- | ---------------- | ----------- |
| 2017 Lahtis        | 16.-plats F | Deltog inte | Guld K      | Guld        | Guld F      | Guld 4           |             |
| 2015 Falun         | Guld K      | Deltog inte | 31.-plats F | 6.-plats    | Silver K    | Guld 4           |             |
| 2013 Val di Fiemme | Guld K      | Deltog inte | Silver F    | Guld        | Guld K      | Guld 4           |             |
| 2011 Oslo          | Guld F      | Deltog inte | Guld K      | Guld        | Silver F    | Guld 4           |             |
| 2009 Liberec       | 9.-plats F  | Deltog inte | 16.-plats K | 19.-plats   | Deltog inte | 4.-plats 1       |             |
| 2007 Sapporo       | 10.-plats K | Brons F     | 22.-plats F | 12.-plats   | 9.-plats K  | Brons 2          |             |
| 2005 Oberstdorf    | 16.-plats K | Guld F      | Brons F     | Silver      | Guld K      | Guld 4           |             |
| 2003 Val di Fiemme | Guld F      |             | Deltog inte | Deltog inte | Deltog inte | Silver 2         | 24.-plats K |
| 2001 Lahtis        | Deltog inte |             | 24.-plats K | 19.-plats   | Inställt ** | Deltog inte      | Deltog inte |

** 30 km för kvinnor blev inställt under VM 2001 på grund av stark kyla (-23°C).
F = Fristil, K= Klassisk stil; Talet på 4 x 5 stafett visar vilken etapp Bjørgen gick, 1 och 2 i klassisk stil, 4 i fristil.

### Individuella världscupsegrar (114)
Delsegrar i tourer, såsom Nordiska öppningen, Tour de Ski och världscupavslutningen, är inte inräknat i tabellen nedan. En totalseger i toursammanhang innebär däremot en regelrätt världscupseger vilket däremot syns i tabellen tillsammans med en, två eller tre (*).
| Datum            | Plats         | Land      | Disciplin                |
| ---------------- | ------------- | --------- | ------------------------ |
| 26 oktober 2002  | Düsseldorf    | Tyskland  | Sprint fristil           |
| 11 december 2002 | Clusone       | Italien   | Sprint fristil           |
| 12 februari 2003 | Reit im Winkl | Tyskland  | Sprint fristil           |
| 16 december 2003 | Val di Fiemme | Italien   | Sprint klassiskt         |
| 18 januari 2004  | Nové Město    | Tjeckien  | Sprint fristil           |
| 18 februari 2004 | Stockholm     | Sverige   | Sprint klassiskt         |
| 24 februari 2004 | Trondheim     | Norge     | Sprint fristil           |
| 26 februari 2004 | Drammen       | Norge     | Sprint klassiskt         |
| 5 mars 2004      | Lahtis        | Finland   | Sprint fristil           |
| 12 mars 2004     | Pragelato     | Italien   | Sprint fristil           |
| 23 oktober 2004  | Düsseldorf    | Tyskland  | Sprint fristil           |
| 20 november 2004 | Gällivare     | Sverige   | 10 km klassiskt          |
| 4 december 2004  | Bern          | Schweiz   | Sprint fristil           |
| 11 december 2004 | Val di Fiemme | Italien   | 15 km skiathlon          |
| 14 december 2004 | Asiago        | Italien   | Sprint klassiskt         |
| 8 januari 2005   | Otepää        | Estland   | 10 km klassiskt          |
| 16 januari 2005  | Nové Město    | Tjeckien  | Sprint fristil           |
| 12 mars 2005     | Oslo          | Norge     | 30 km klassiskt          |
| 16 mars 2005     | Göteborg      | Sverige   | Sprint fristil           |
| 19 mars 2005     | Falun         | Sverige   | 15 km skiathlon          |
| 22 oktober 2005  | Düsseldorf    | Tyskland  | Sprint fristil           |
| 19 november 2005 | Beitostølen   | Norge     | 10 km klassiskt          |
| 26 november 2005 | Kuusamo       | Finland   | 10 km klassiskt          |
| 10 december 2005 | Vernon        | Kanada    | 15 km skiathlon          |
| 4 mars 2006      | Mora          | Sverige   | Masstart 45 km klassiskt |
| 15 mars 2006     | Changchun     | Kina      | Sprint fristil           |
| 28 oktober 2006  | Düsseldorf    | Tyskland  | Sprint fristil           |
| 24 mars 2007     | Falun         | Sverige   | 15 km skiathlon          |
| 24 november 2007 | Beitostølen   | Norge     | 10 km fristil            |
| 2 december 2007  | Kuusamo       | Finland   | 10 km klassiskt          |
| 21 november 2009 | Beitostølen   | Norge     | 10 km fristil            |
| 19 december 2009 | Rogla         | Slovenien | Sprint klassiskt         |
| 6 mars 2010      | Lahtis        | Finland   | 15 km skiathlon          |
| 11 mars 2010     | Drammen       | Norge     | Sprint klassiskt         |
| 13 mars 2010     | Oslo          | Norge     | Masstart 30 km fristil   |
| 14 mars 2010     | Oslo          | Norge     | Sprint fristil           |
| 21 mars 2010     | Falun         | Sverige   | 25 km **                 |
| 20 november 2010 | Gällivare     | Sverige   | 10 km fristil            |
| 28 november 2010 | Kuusamo       | Finland   | 15 km *                  |
| 11 december 2010 | Davos         | Schweiz   | 10 km klassiskt          |
| 12 december 2010 | Davos         | Schweiz   | Sprint fristil           |
| 18 december 2010 | La Clusaz     | Frankrike | Masstart 15 km fristil   |
| 22 januari 2011  | Otepää        | Estland   | 10 km klassiskt          |
| 19 februari 2011 | Drammen       | Norge     | 10 km klassiskt          |
| 13 mars 2011     | Lahtis        | Finland   | Sprint klassiskt         |
| 20 mars 2011     | Falun         | Sverige   | 25 km **                 |
| 19 november 2011 | Sjusjøen      | Norge     | 10 km fristil            |
| 27 november 2011 | Kuusamo       | Finland   | 15 km *                  |
| 10 december 2011 | Davos         | Schweiz   | 15 km fristil            |
| 4 februari 2012  | Rybinsk       | Ryssland  | Masstart 10 km fristil   |
| 11 februari 2012 | Nové Město    | Tjeckien  | Masstart 15 km klassiskt |
| 4 mars 2012      | Lahtis        | Finland   | Sprint klassiskt         |
| 7 mars 2012      | Drammen       | Norge     | Sprint klassiskt         |
| 11 mars 2012     | Oslo          | Norge     | Masstart 30 km klassiskt |
| 18 mars 2012     | Falun         | Sverige   | 25 km **                 |
| 24 november 2012 | Gällivare     | Sverige   | 10 km fristil            |
| 2 december 2012  | Kuusamo       | Finland   | 16 km *                  |
| 19 januari 2013  | La Clusaz     | Frankrike | Masstart 10 km klassisk  |
| 24 mars 2013     | Falun         | Sverige   | 25 km **                 |
| 1 december 2013  | Kuusamo       | Finland   | 16 km *                  |
| 14 december 2013 | Davos         | Schweiz   | 15 km fristil            |
| 15 december 2013 | Davos         | Schweiz   | Sprint fristil           |
| 1 februari 2014  | Toblach       | Italien   | 10 km klassiskt          |
| 2 februari 2014  | Toblach       | Italien   | Sprint fristil           |
| 2 mars 2014      | Lahtis        | Finland   | 10 km fristil            |
| 9 mars 2014      | Oslo          | Norge     | Masstart 30 km klassiskt |
| 29 november 2014 | Ruka          | Finland   | Sprint klassiskt         |
| 7 december 2014  | Lillehammer   | Norge     | 16 km *                  |
| 20 december 2014 | Davos         | Schweiz   | 10 km fristil            |
| 21 december 2014 | Davos         | Schweiz   | Sprint fristil           |
| 11 januari 2015  | Val di Fiemme | Italien   | 60 km ***                |
| 14 februari 2015 | Östersund     | Sverige   | Sprint klassiskt         |
| 7 mars 2015      | Lahtis        | Finland   | Sprint fristil           |
| 8 mars 2015      | Lahtis        | Finland   | 10 km klassiskt          |
| 15 mars 2015     | Oslo          | Norge     | 30 km fristil            |
| 27 november 2016 | Lahtis        | Finland   | 10 km klassiskt          |
| 22 januari 2017  | Ulricehamn    | Sverige   | 10 km fristil            |
| 29 januari 2017  | Falun         | Sverige   | 15 km klassiskt          |
| 19 februari 2017 | Otepää        | Estland   | 10 km klassiskt          |
| 12 mars 2017     | Oslo          | Norge     | 30 km klassiskt          |

* Minitour: sprint + 5 km + 10 km jaktstart.
** Minitour: klassisk sprint + 2,5 km klassisk stil + 10 km skiathlon + 10 km fristil (2010–2011);
 klassisk sprint + 2,5 km fristil + 10 km klassisk masstart + 10 km fristil (2012+13)
*** Tour de Ski: 3 kilometer intervallstart (F), 10 kilometer jaktstart (K), Sprint (F), 5 kilometer intervallstart (K), 15 kilometer jaktstart (F), 10 kilometer masstart (K) och 9 kilometer jaktstart (klättring) (F)